# Instituto Perimeter de Física Teórica
O Instituto Perimeter de Física Teórica é um instituto de pesquisa independente dedicado a questões fundamentais da física teórica localizado em Waterloo, no Canadá. Foi fundada em 1999 por Mike Lazaridis. Além de suas atividades de pesquisa, o instituto tem um programa de ciências da educação.